# Frans Vroons
Franciscus Johannes (Frans) Vroons (Amsterdam, 28 april 1911 - 's-Hertogenbosch, 1 juni 1983) was een Nederlands acteur en concert- en operazanger; stemvak tenor.

## Frans Vroons
Hij was zoon van Aleida de Haan en suikerbakker Hermanus Franciscus Vroons. Hij is getrouwd geweest met Geertruida Margaretha Dekker (overleden in 1971) en had daarna met B. Verbeek een levensgezel. Hij overleed thuis als gevolg van een hartinfarct. Vroons werd in stilte gecremeerd.
Tijdens zijn militaire keuring was er nog geen sprake van een keus in die richting. Hij stond te boek als kantoorbediende bij een expediteursbedrijf. Hij probeerde zijn opleiding na de lagere school en MULO bij te schroeven middels drie jaar avondschool. Hij werd, wonende aan de Van Hogendorpstraat, overigens direct in 1930 afgekeurd vanwege buikklachten.
Toch stond hij vlak daarna al op de podia en/of in de studio; zo zong hij in 1932 al mee voor de radio in de operette Dief tegen wil en dank van Heinrich Marschner onder leiding van Piet Tiggers voor de VARA. Hij zou bij diezelfde omroep ook wel omroeper en interviewer worden.
Zijn zangopleiding kreeg hij aan het Conservatorium van Amsterdam van leraressen Jacoba Dhont, Berthe Seroen en leerde ook in de operaklas van Johannes den Hertog. Hij had een grote naam als operazanger, maar trad ook regelmatig op in concertzalen. Al in de Tweede Wereldoorlog (1941) kwam hij bij de Nederlandse Opera en in 1960 trad hij tot de leiding toe als artistiek organisatorisch directeur (sinds 1957 adjunct); in 1963 ging hij met ontslag..
Als operazanger trad Vroons over de hele wereld op, in eigen land veelal tegenover Gré Brouwenstijn. Andere collegae waren Greet Koeman, Guus Hoekman en Jo van de Meent. Grote rollen zong hij in "Carmen" en in "Die Zauberflöte" van Mozart. Hij trad ook op in operettes, waaronder "Die Fledermaus", en eigentijdse werken zoals "Oedipus Rex" van Stravinsky. Naast Elisabeth Schwarzkopf stond hij in 1961 in de legendarische Holland Festival-productie van Mozarts "Le nozze di Figaro". Vroons was daarnaast zangpedagoog in Den Haag, Utrecht en Enschede. Hij leidde in die laatste stad de operaopleiding aan het Twents Muzieklyceum/Twents Conservatorium, maar moest daar vanwege zijn gezondheid mee stoppen (1967-1971). Hij nam ook wel zitting in jury’s bij zangwedstrijden.
Vroons trok zich vermoedelijk in de jaren zeventig terug en verdween bijna geheel uit de muziekwereld. Hij was alleen nog actief als leider van het Muzekoppel, waarin Marie-Cécile Moerdijk de belangrijkste artieste was. Hij wendde zich tot het fotograferen binnen de zoölogie; liefst geschakeld met een microscoop legde hij diatomeeën vast.
Het vroeg terugtrekken uit het zangleven is wellicht de reden dat de Algemene muziek encyclopedie uit 1989 nog geen overlijdensdatum noemt.

### Theater
- L'heure espagnole - Wagnervereeniging - 1938
- De snoek - Wagnervereeniging - 1938
- De nieuwschierige vrouwtjes - Wagnervereeniging - 1938
- Le nozze di Figaro - Wagnervereeniging - 1938
- Les contes d'Hoffmann (Hoffmann's vertellingen) - Nederlandsche Operastichting - 1940
- Les contes d'Hoffmann - Wagnervereeniging - 1940
- Fidelio - Nederlandsche Operastichting - 1940
- Die Fledermaus - Nederlandsche Operastichting - 1940
- Le nozze di Figaro - Nederlandsche Operastichting - 1941
- De doge van Venetië (gevolgd door Gianni Schicchi) - Gemeentelijk Theaterbedrijf Amsterdam - Afdeling Opera - 1941
- Le nozze de Figaro - Gemeentelijk Theaterbedrijf Amsterdam - Afdeling Opera - 1941
- Faust - Gemeentelijk Theaterbedrijf Amsterdam - Afdeling Opera - 1942
- Pelléas et Mélisande - Gemeentelijk Theaterbedrijf Amsterdam - Afdeling Opera - 1943
- Tosca - Stichting De Nederlandse Opera - 1946
- Madama Butterfly - Stichting De Nederlandse Opera - 1946
- Cavalleria rusticana - Stichting De Nederlandse Opera - 1946
- Hoffmanns vertellingen - Stichting De Nederlandse Opera - 1947
- Carmen - Stichting De Nederlandse Opera - 1947
- Carmen - Wagnervereeniging - 1947
- Carmen - De Nederlandsche Opera (gevestigd te Amsterdam) - 1947
- Fledermaus - Stichting De Nederlandse Opera - 1947
- Faust - Stichting De Nederlandse Opera - 1948
- L'heure espagnole - Stichting De Nederlandse Opera - 1948
- Fidelio - De Nederlandsche Opera (gevestigd te Amsterdam) - 1949
- Fidelio - Stichting De Nederlandse Opera - 1949
- Oberon - Stichting De Nederlandse Opera - 1950
- Un ballo in maschera - Stichting De Nederlandse Opera - 1951
- Jenůfa - Stichting De Nederlandse Opera - 1951
- L'apostrophe - Stichting De Nederlandse Opera - 1951
- Oedipus Rex - Stichting De Nederlandse Opera - 1952
- Le nozze di Figaro - De Nederlandsche Opera (gevestigd te Amsterdam) - 1952
- Le nozze di Figaro - Wagnervereeniging - 1952
- Der Freischütz - De Nederlandsche Opera (gevestigd te Amsterdam) - 1953
- La vida breve - De Nederlandsche Opera (gevestigd te Amsterdam) - 1953
- Pelléas et Mélisande - Stichting De Nederlandse Opera - 1953
- Die Zauberflöte - Stichting De Nederlandse Opera - 1954
- Carmen - De Nederlandsche Opera (gevestigd te Amsterdam) - 1954
- Peter Grimes - Stichting De Nederlandse Opera - 1955
- Le nozze di Figaro - Stichting De Nederlandse Opera - 1956
- The Rake's Progress - Stichting De Nederlandse Opera - 1957
- Die Fledermaus - De Nederlandsche Opera (gevestigd te Amsterdam) - 1958
- Martin Korda D.P. - Stichting De Nederlandse Opera - 1960
- Carmen - Stichting De Nederlandse Opera - 1960
- L'heure espagnole - Stichting De Nederlandse Opera - 1961
- Le nozze di Figaro - Holland Festival – 1961

## Chrisje Vroons
Frans Vroons had een tante die ook goed kon zingen. Chrisje Vroons, geboren in 1882, zong vanaf 1906 als soliste en als dramatische sopraan in diverse operagezelschappen in en om Amsterdam. Ze stond op podia met gerenommeerde zangers als Chris de Vos, Richard van Helvoirt Pel en Cato Engelen-Sewing. Na haar huwelijk met Christiaan Koning in 1914 trad ze nog even op als Chr. Koning-Vroons, maar verdween toen van de podia.
- Bibliothèque nationale de France: cb14016502f (data)
- MusicBrainz: bda39461-98e1-4344-9fc4-dbe5d38cf2d5
- Nationale Bibliotheek van Israël: 987012501728005171
- Virtual International Authority File: 118474800